# Ubaye-Serre-Ponçon
Ubaye-Serre-Ponçon es una comuna nueva francesa situada en el departamento de Alpes de Alta Provenza, de la región de Provenza-Alpes-Costa Azul.

## Historia
Fue creada el 1 de enero de 2017, en aplicación de una resolución del prefecto de Alpes de Alta Provenza de 16 de diciembre de 2016 con la unión de las comunas de La Bréole y Saint-Vincent-les-Forts, pasando a estar el ayuntamiento en la antigua comuna de La Bréole.

## Demografía
| Gráfica de evolución demográfica de Ubaye-Serre-Ponçon entre 1800 y 2014 |
|                                                                          |

Los datos entre 1800 y 2013 son el resultado de sumar los parciales de las dos comunas que forman la nueva comuna de Ubaye-Serre-Ponçon, cuyos datos se han cogido de 1800 a 1999, para las comunas de La Bréole y Saint-Vincent-les-Forts de la página francesa EHESS/Cassini. Los demás datos se han cogido de la página del INSEE.

## Composición
| Comuna delegada         | Código INSEE | Población (2013) | Superficie (km²) | Densidad (hab./km²) |
| ----------------------- | ------------ | ---------------- | ---------------- | ------------------- |
| La Bréole               | 04033        | 361              | 39.66            | 9                   |
| Saint-Vincent-les-Forts | 04198        | 347              | 22.82            | 991599              |